# Cheiraster otagoensis
Cheiraster otagoensis är en sjöstjärneart som beskrevs av McKnight 1973. Cheiraster otagoensis ingår i släktet Cheiraster och familjen nålsjöstjärnor. Inga underarter finns listade i Catalogue of Life.